# Quận Jefferson, Wisconsin
Quận Jefferson một quận thuộc tiểu bang Wisconsin, Hoa Kỳ. Quận lỵ đóng ở Jefferson.6 Theo điều tra dân số năm 2000 của Cục điều tra dân số Hoa Kỳ năm 2000, quận có dân số 74.021 người.

## Địa lý
Theo Cục điều tra dân số Hoa Kỳ, quận có diện tích 1509 km2, trong đó có 67 km2 là diện tích mặt nước.

### Xa lộ
- Interstate 94
- U.S. Highway 14
- U.S. Highway 18
- Highway 16 (Wisconsin)
- Highway 19 (Wisconsin)
- Highway 26 (Wisconsin)
- Highway 59 (Wisconsin)
- Highway 89 (Wisconsin)
- Highway 106 (Wisconsin)
- Highway 134 (Wisconsin)

### Quận giáp ranh
- Quận Dodge - bắc
- Quận Waukesha - đông
- Quận Walworth - đông nam
- Quận Rock - tây nam
- Quận Dane - tây

## Thông tin nhân khẩu

Tháp tuổi dân cư quận Jefferson theo điều tra dân số năm 2000.

Theo điều tra dân số 2 năm 2000, đã có 74.021 người, 28.205 hộ gia đình, và 19.884 gia đình sống trong quận hạt. Mật độ dân số là 133 người trên một dặm vuông (51/km ²). Có 30.092 đơn vị nhà ở mật độ trung bình là 54 trên một dặm vuông (21/km ²). Cơ cấu chủng tộc của dân cư quận bao gồm 96,34% người da trắng, 0,28% da đen hay Mỹ gốc Phi, 0,34% người Mỹ bản xứ, 0,45% châu Á, Thái Bình Dương 0,02%, 1,65% từ các chủng tộc khác, và 0,93% từ hai hoặc nhiều chủng tộc. 4,09% dân số là người Hispanic hay Latino thuộc một chủng tộc nào. 55,1% là gốc Đức, gốc Na Uy 6,1%, gốc Ailen 6,0% và 5,1% gốc Mỹ theo điều tra dân số năm 2000.
Có 28.205 hộ, trong đó 33,20% có trẻ em dưới 18 tuổi sống chung với họ, 58,50% là đôi vợ chồng sống với nhau, 8,20% có một chủ hộ nữ và không có chồng, và 29,50% là các gia đình không. 23,60% hộ gia đình đã được tạo ra từ các cá nhân và 9,60% có người sống một mình 65 tuổi hoặc lớn tuổi hơn là người. Cỡ hộ trung bình là 2,55 và cỡ gia đình trung bình là 3.02.
Trong quận, độ tuổi dân số đã được trải ra với 25,20% dưới độ tuổi 18, 8,50% 18-24, 30,40% 25-44, 23,20% từ 45 đến 64, và 12,60% từ 65 tuổi trở lên đã được những người. Độ tuổi trung bình là 37 năm. Đối với mỗi 100 nữ có 98,40 nam giới. Đối với mỗi 100 nữ 18 tuổi trở lên, đã có 96,80 nam giới. 